# ニートくノ一となぜか同棲はじめました
『ニートくノ一となぜか同棲はじめました』（ニートくノいちとなぜかどうせいはじめました）は、小龍（原案・作画）、八木戸マト（ネーム協力）による日本の漫画作品。電子書籍がナンバーナインから配信中で、紙書籍がKADOKAWAから刊行されている。
平凡なサラリーマンとニートのくノ一との同棲生活を描くラブコメディ。
2022年2月22日に原案・小龍がXとPixivで「ニートでオタクなくノ一となぜか同棲はじめました」として発表。その後題名変更の上でYouTubeの「漫画家合同チャンネル unico」で音声つき動画として配信され、2021年に電撃コミックスEXで商業出版された。メディアミックスとして、テレビアニメが2025年1月から6月まで放送された。

## 登場人物
声の項はテレビアニメ版の声優。
出浦 白津莉（いでうら しづり）
声 - 矢野妃菜喜
本作のヒロインで、ニートでゲームオタクのくノ一。抜け忍であるがくノ一としての戦闘能力は高く、忍の三大流派「出浦の里」の次期棟梁候補であった。自分の何倍もある大きさの妖魔も自分はダメージを負わずに仕留めるほどだが、普段はニートでサブカル好きなオタクであり、基本1日をゲームをして過ごしている。
朱色のロングヘアで、普段はピンクのジャージに黒縁のメガネを着用、戦闘時はメガネを外して忍者スーツに身を包む。
政と夢の同棲生活を満喫するが、恋愛耐性はゼロ（unico版では「ラブコメ耐性：激低」）。ゲーム課金のために政にもらった食費をもやしだけに節約したり、ゲームクリアのために何回も徹夜を繰り返したりもしている。
沙耶の指摘でこれではだめだと就活するがどこも雇ってもらえず、師である沙耶の経営するメイド喫茶で一時働いていた。ニートを辞めようとメイド喫茶で働き始めると同時に、自らにゲーム禁止を化すと、休憩時にこれだけが私の癒しと、妄想格ゲーと題したパラパラ漫画を描く禁断症状が生じた。そして掃除をしたり料理を教わったりと徐々に生活能力を上げていくが、政には今まで通りニートでいてくれと懇願されると、普段の生活スタイル自体は元のニート生活に戻る。
酒はビール1杯で泥酔するほどアルコール耐性が低い。
白津莉は政のところに転がり込むまでに、野良武士の護衛を渡り歩いて暮らしていて、大体1ヶ月ほどで妖魔が出なくなって次の子孫へを繰り返していた。
安海 政（あつみ つかさ）
声 - 石毛翔弥
コミックスでは主人公。平凡なサラリーマン。どこか達観し時に流されて生きてきたと自覚している。白津莉からは「つーちゃん」と呼ばれている。小さいころに両親を亡くし、養父母のもとで育った。
実は武家の末裔で、それも血筋のみを受け継ぎ能力を継承していない「野良武士」の子孫であり、それ故に小さいころからけがが多く病気がちである上に悪霊に取りつかれているらしく、妖魔に命を狙われやすくなっている。さらに政の場合は白津莉の護衛から半年以上経つにも関わらず、未だに現れ続けている。
これまで数々の不幸を被ってきたことについては白津莉から「武家の血の覚醒により、妖魔が本腰を入れて襲ってくるようになる」と忠告を受け、その結果として養う代わりに自身を守ってもらうことになる。
冴えないように見えても料理を始め家事全般が得意。また、それまでプライベートでも会社でも独りぼっちだったためか、殆ど遊んでばかりでニートライフにいそしむ白津莉に文句ひとつ言わず、愚痴を垂れることも一切無い。むしろ自分のそばにいて、しかも自分を肯定してくれる彼女の存在をありがたく思っており、彼女との共同生活を満喫している。旧友から「それって彼女でなくペットだろ？」という揶揄についてもきっぱりと否定した。
小さいころに格闘技ゲームの大会で優勝したことがあり、そのときにまだ幼かった白津莉と出会っており、その時に彼女にゲームを教えてあげた。
後に沙耶の力によって「主の力」というサポート能力を身につける。沙耶からは白津莉のことをよろしく頼まれている。
百地 彩夢（ももち あやめ）
声 - ファイルーズあい
抜け忍となった白津莉に忠誠の誓いを固執するドM体質でお仕置きされたい願望を持つ変態の中忍。白津莉に対してのドM癖にならなければ、普段の思考自体はまともである。
政に世話になっている様子を政の旧友同様「それは恋愛というよりペットでは？」と指摘し、彼女に怒られるも内心ご満悦な様子。
「白津莉様の成分補給」といって、白津莉が着用したコスチュームを保存して匂いを嗅いでいたり、白津莉の下着を盗みに入ってパンツを被ったりといった変態行為を日常的に行っている。
普段着はノースリーブのニットを愛用し、一見は女性であるが、実は特殊な術で肉体を性転換させている男性で、本名も「いるむ」と呼ぶ（漢字はそのまま）。普段は特殊な術を用いて女の体で過ごしている男の娘。女体化を解除した際の実力は、上忍クラス。したがって戦闘モードでは肉体に一定以上のダメージが蓄積されると大爆発を起こして解除されてしまうことを利用して男と化す。
政と白津莉の住むマンションの隣の部屋に引っ越してきた。その際に、体つきは女性に戻している。任務は諜報忍という立場であるが、白津莉や緋那の所在は里に報告していないことは、報告していれば抜け忍の2人には刺客が送られているはずであるということで白津莉に認識されており、その点は信頼されている。したがって表向き任務のためにたまたま隣に住んでいるとしているが当然そういったことはなく、隣に住む理由は白津莉の改心を促すことと、日常的に怒られて仕打ちされたいためである。
和泉 緋那（いずみ ひな）
声 - 会沢紗弥
白津莉や彩夢と同じ出浦の里出身のくノ一で、おとなしい少女気質の下忍。髪型はおかっぱ、普段着はパーカーを着ている。
不幸体質で、しかも不幸が自分だけでなく周囲にも伝染するという感染型で、そしてその不幸体質もレベルが非常識レベル。ただし不幸体質はメンタルに左右されるらしく、透と一緒にいる場合は幸せなため発動しないが、逆にネガティブになるとすぐに再発してしまう。
肝心の忍者としての実力は体術はまったくだめで、忍術も初級は問題ないが中級以上は不幸体質で暴発するというかなりの下忍であるが、初級忍術で中級クラスの妖魔を消し炭にするなど、資質は十分ある。白津莉からは「資質自体は十分中忍以上で、後は自信だけ」とも言われている。
「主兼護衛対象である一般人の透に恋をする』という里の禁忌を犯してしまい、他の忍びとの交代か里を抜けるかとなって抜けることを選んだうえ、下忍の自分でも1人で妖魔と戦えるようになりたいと、白津莉に弟子入りを申し出ていた。
後に白津莉たちの隣人となる。その理由は単に同棲している透の転勤のためである。白津莉とは違って料理などの家事はこなせるようで、白津莉に料理を教えている。
中山 透（なかやま とおる）
声 - 野上翔
緋那と主従契約を結ぶ普通のサラリーマン。緋那とは俗にいうバカップルな関係。緋那のメンタルを安定させ不幸体質を抑える役割を持つ。メイド好きかつガチャの引きも強い。1度帰りが遅い時期に会社の同僚の女性と歩いているところを目撃され、浮気されているのではないかと疑われていた。
夏見 叶愛（なつみ かんな）
声 - 木野日菜
くノ一三大勢力とされる夏見流の棟梁。ツンデレな性格で態度も偉そうだが緋那よりも小柄で幼児体系、髪型はツインテールのロリっ子。白津莉の自称ライバルであり、彼女に勝負を挑もうとするがしれっと無視されるなど扱いはぞんざい。白津莉に勝負を挑んでは袖にされている。沙耶のもつ能力欲しさに彼女がオーナーを務めるメイド喫茶で働き始めたがどうも天職だったようで、ツンデレ気質を生かして活躍し、店でも月間ナンバーワンメイドにもなる。
タコが苦手で、タコ型妖魔に遭遇すると気絶する。
夏見 柚子（なつみ ゆず）
声 - 小原好美
叶愛の妹。14歳の中忍。思考も世間一般と比べてかなりの堅物で、他人の恰好を古諺を使って不埒だと注意しまくるほどであり、姉の叶愛がメイド喫茶で働いている様子に対しても、相当なショックを受けてしまっている。
叶愛に対しては相当のシスコン。里に帰ってこない叶愛を探しにやってきたのも、姉が居なくて寂しかったからである。
朝倉 陽葵（あさくら ひまり）
声 - 村上まなつ
白津莉や政らと同じマンションに住む女子高生。無類のラブコメディ大好き女子で、自身の部屋はそうしたポスターであふれる。
何かと物入りなので、政も利用しているディスカウントストア「ドンキホーク」でアルバイトをしている。そして、妄想をしながら働いている。
芸能リポーター風かつストーカー気質な感じで白津莉たちの様子を、大人の恋愛として観察するのが趣味と化している。もとは政の死んだ目をしているとしてLOVEの気配がないとしていたが、部屋に白津莉の存在を知り、大人の同棲と沸き立っていた。
雪野 紬（ゆきの つむぎ）
声 - 関根明良
陽葵の高校の友人。クールかつ常識人な性格で、陽葵の覗き魔的な一連の行動行為には呆れている。
葉月 沙耶（はづき さや）
声 - 堀江由衣
出浦の里「裏部隊」元リーダー。里にいたころは白津莉を育てた指南役。現在は白津莉たちが住むマンションの大家。実は「野良武士」を妖魔から守りやすくするためにマンションに集めていた。
里を抜けた抜け忍であるが、その後お金を稼ぐ楽しさを知り、くノ一をコンセプトにしたメイド喫茶を始め、色々と事業に手を出している実業家。
白津莉の実母であるが、身の安全のため親子の縁を切っていた。母親らしいことを何もできなかったことを悔いている。
政に娘の白津莉を託したいこともあって、自身のチャクラを代償に政の龍穴チャクラを開き、政の力を覚醒させた。
店長
声 - 河瀬茉希
沙耶のメイド喫茶の店長で、オーナーの沙耶は忙しいので月に一回しかこないため、沙耶に代わり店の運営等を切り盛りしている様子。
キララ / キラー＝ヴェントール
声 - 相良茉優
武士の魂を刈るのを目的に、別世界から来た高等妖魔。戦闘狂で、大鎌をふるって得物を仕留めるが、実は親には内緒で人界に来ているらしい。
ギザ歯でスクール水着の上にワイシャツを着た出で立ちをしている。
クレナからは「キララ」と呼ばれているが、本人はこの名前が気にいらない様子。
クレナ＝ヴェントール
声 - 小坂井祐莉絵
キラーの相棒のような高等妖魔。キラーと一緒に来た様子であるが、キラーに比べるとだいぶマイペースでのほほんとしている性格。人界の唐揚げ弁当が気に入った模様である。

## 舞台・用語など
野良武士
作中では、武士の血を受け継ぐだけのはぐれ者。もとは武士の宗家が忍びとともに妖魔へ立ち向かうために一子相伝で秘術を現代までに継承する。政は血統が良いので、襲う妖魔が強力になっている。
三大流派
作中では出浦の里の出浦流や夏見流が紹介されている。
くノ一メイド喫茶『にんにんカフェ』
沙耶がオーナーをしているメイド喫茶で、スタッフは全員本物のくノ一。沙耶は政の部屋を壊してしまった白津莉達に対し、修復の代価として半強制的に働かせたりした。叶愛はその後もスタッフ採用してもらい、継続的に働いている。白津莉もニートを辞めようと一時この店に採用してもらって勤めていた。
海水浴シーズンには『にんにん海の家』を出店している。
妖魔
作中では毎度政達のような主を狙って襲い掛かってくる怪物。大きさは兼ね人間の数倍ほど、姿は鬼や狼風など千差万別で、言葉も話さないため、知能はあまり高くない様子である。
姿が見える一般人にとっては脅威であるが、忍術が自在な手練れのくノ一達には一蹴できる程度。手こずるようでも基本的には絶対に倒される。
白津莉と政が良いムードのときにムードをぶち壊す絶妙なタイミングで現れることも多く、激怒した白津莉に惨殺されるといったやられ方もしばしばみられる。
鏡面結界
妖魔との戦闘時に忍たちが張る結界。こうして結界内を「鏡面世界」に替えて、周りの一般人に認知・干渉できなくする。結界内の物が壊れようとも術を解き現実に戻せば、損壊もリセットがなされる。
白津莉達のマンションにも沙耶によって張られていたため、マンションが壊されても即復旧したのである。
鏡面世界ではなにをやっても現実世界に影響はなく、対象者以外の生命体自体存在しなくなるので、忍びと妖魔が重い存分ドンパチできるという仕組み。
鏡面結界は現界を守る高等忍術なため、実力不足の忍びには術を仕込んだ札で代用している。カンナは里の鏡面結界の札が不足して里の活動が制限されるため、高等忍術が使える沙耶を頼ってメイド喫茶で働きにきた。
主の力
主従関係の主人が使うことができる。武士が主の力を使うためには龍穴チャクラを開く必要があり、何年もの修行が必要で正当な家の出の主でも相当の鍛錬と時間が必要とするが、政の場合は沙耶が強制的に開く禁術を使って使用できるようにした。代償として沙耶はチャクラ「術者の気」は全て強制的に閉じられてしまい、忍びとしての術はほとんど使えなくなってしまっている。
本作での武士は地脈を司り、忍者を使役するというのが、本来の役目となっている。
武士の子孫は地脈功という地中に宿る気、風水や陰陽道の世界で龍脈・龍穴といわれるエネルギーの流れを操ることができ、こうしたエネルギーを主従関係の忍びに循環させることで、忍びの身体能力や術の威力を大幅に強化したり、傷を治癒することが可能となる。
忍術
作中では、様々な術が紹介されている。例えば、心術「滅我」は、減私すなわち私念を捨てて任務に徹するための精神統一術で、白津莉はメイド喫茶で働いているころは接客前に使用していた。
イヌ娘
作中では、イヌ娘は白津莉がはまっているウマ娘に似たオンラインゲームの1つ。白津莉は一生懸命ゲームを止めようとしていたところ、緋那に透が単発で白津莉が欲しがっていたゴールデン柴犬を引けたと伝えに来て、発狂したことも。白津莉はコールドターキーモードだったときに、彩夢にお金を使わずにガチャリソースを集めるのを手伝ってもらっている。

## 書誌情報
- 小龍（原案・作画）・八木戸マト（ネーム協力） 『ニートくノ一となぜか同棲はじめました』 KADOKAWA〈電撃コミックスEX〉、既刊4巻（2024年12月27日現在）
  1. 2021年8月27日発売[7][8]、ISBN 978-4-04-913968-6
  2. 2022年4月27日発売[9]、ISBN 978-4-04-914374-4
  3. 2023年3月27日発売[10]、ISBN 978-4-04-914847-3
  4. 2024年12月27日発売[11]、ISBN 978-4-04-916173-1

## テレビアニメ
2024年2月10日の「ニートの日」にテレビアニメ化が発表された。2025年1月から6月までTOKYO MXほかにて放送された。
ナレーションは千葉繁が担当する。

### スタッフ
- 原作 - 小龍[1]、八木戸マト[1]
- 監督 - 斎藤久[1]
- シリーズ構成 - あおしまたかし[1]
- キャラクターデザイン - 鈴木政彦[1]
- 総作画監督 - 鈴木政彦、柄谷綾子、萩尾圭太、藤田正幸、森前和也
- サブキャラクターデザイン・プロップデザイン - 岩田竜治[1]
- 妖魔デザイン - 赤樹壱磨
- 3DCG - 渡辺哲也
- 色彩設計 - 日比智恵子[1]
- 美術設定 - 益田健太[1]
- 美術監督 - 西山勇[1]
- 特殊効果・2Dデザイン - 松田陵平
- 撮影監督 - 金武慎也[1]、今泉秀樹[1]
- 編集 - 増永純一[1]
- 音響監督 - 吉田光平[1]
- 音響効果 - 鈴木潤一朗、静岡佑紀
- 音響プロデューサー - 渡辺悠介
- 音楽 - CMJK[1]
- 音楽制作 - キングレコード
- 音楽プロデューサー - 佐藤純之介
- プロデューサー - 藤井貴大
- アニメーションプロデューサー - 黄樹弐悠
- 制作プロデューサー - 淡野直人
- 制作協力　- 葦プロダクション
- アニメーション制作 - Quad[1]
- 製作 - ニートくノ一パートナーズ

### 主題歌
「Neet In Jam🍓」
REAL AKIBA BOYZ loves 中川翔子によるオープニングテーマ。作詞は桃井はるこ、作曲・編曲はミト（クラムボン）。
「にーとぴあ。」
出浦白津莉（矢野妃菜喜）によるエンディングテーマ。作詞はくまのきよみ、作曲・編曲はツキバタカレハ。
「LOVE米おかわりください！」
朝倉陽葵（村上まなつ）によるエンディングテーマ。作詞はくまのきよみ、作曲はツキバタカレハ、編曲は酒井祐輝。
「モノロヲグあげます」
出浦白津莉（矢野妃菜喜）によるエンディングテーマ。作詞はくまのきよみ、作曲・編曲は森拓人。
「ダラシナイEveryday」
出浦白津莉（矢野妃菜喜）、百地彩夢（ファイルーズあい）、和泉緋那（会沢紗弥）、夏見叶愛（木野日菜）によるエンディングテーマ。作詞は工藤寛顕、作曲・編曲は猟平。
「Miracle Hunting ～ドソキホークのテーマ～」
のみこによる劇中歌。作詞はRyuno、作曲・編曲はCMJK。
「にんにんハートでおまじない！」
Luce Twinkle Wink☆による劇中歌。作詞はRyuno、作曲・編曲はCMJK。（KING RECORDS）

### 各話リスト
| 話数  | サブタイトル                                     | 脚本           | 絵コンテ         | 演出                     | 作画監督                                       | 総作画監督 | 初放送日      |
| ----- | ------------------------------------------------ | -------------- | ---------------- | ------------------------ | ---------------------------------------------- | ---------- | ------------- |
| #01   | ニートくノ一となぜか同棲はじめました             | あおしまたかし | 斎藤久           | 岩垂瑞樹                 | 鈴木政彦                                       | -          | 2025年 1月5日 |
| #02   | なぜか変態気質のくノ一が来ました                 | あおしまたかし | 斎藤久           | 岩垂瑞樹                 | 鈴木政彦                                       | -          | 1月12日       |
| #03   | なぜか不幸体質のくノ一が来ました                 | 山田靖智       | 西島克彦         | 佐久間瑞希               | 輿石暁                                         | 萩尾圭太   | 1月19日       |
| #04   | なぜかCPLのくノ一に狙われました                  | 杉原研二       | 西島克彦         | 佐久間瑞希               | 藤田正幸                                       | 萩尾圭太   | 1月26日       |
| #05   | なぜか変人くノ一たちが引っ越してきました         | 鴻野貴光       | 斎藤久           | 安藤貴史                 | Lee Jong man 北條直明 鵜池一馬 岩崎亮 園田大勢 | 森前和也   | 2月2日        |
| #06   | なぜかラブコメ好きのJKに監視されてました         | あおしまたかし | 斎藤久           | 安藤貴史                 | 閔賢叔 安孝貞 岩崎亮                           | 森前和也   | 2月9日        |
| #07   | なぜかデートに行くために四苦八苦しました         | 鴻野貴光       | Royden B         | 佐々木純人               | 柄谷綾子                                       | 鈴木政彦   | 2月16日       |
| #08   | なぜかアキバでデートを満喫しました               | 鴻野貴光       | Royden B         | 佐々木純人               | 沼田広                                         | 鈴木政彦   | 2月23日       |
| #09   | なぜかJKがLOVEの新境地を開きました               | あおしまたかし | 西島克彦         | 陳暁燦                   | 高橋こう平                                     | 森前和也   | 3月2日        |
| #10   | なぜかツンデレなくノ一が来ました                 | 杉原研二       | 西島克彦         | 陳暁燦                   | 高橋こう平                                     | 森前和也   | 3月9日        |
| #11   | なぜかメイドなくノ一が爆誕しました               | 杉原研二       | 岩垂瑞樹         | 岩垂瑞樹                 | 藤田正幸                                       | 萩尾圭太   | 3月16日       |
| #12   | なぜかニートをやめることになりました             | 山田靖智       | 岩垂瑞樹         | 岩垂瑞樹                 | 輿石暁                                         | 萩尾圭太   | 3月23日       |
| Ex.01 | なぜかビーチでドギマギしました                   | あおしまたかし | ワタナベシンイチ | 佐久間瑞希               | アートベースバン                               | 柄谷綾子   | 3月30日       |
| #13   | なぜか家事や仕事を元ニートは頑張りました         | 山田靖智       | 斎藤久           | NAMU Animation JFK演出部 | NAMU Animation                                 | 鈴木政彦   | 4月6日        |
| #14   | なぜか最強の刺客がやってきました                 | 杉原研二       | 斎藤久           | NAMU Animation JFK演出部 | NAMU Animation                                 | 鈴木政彦   | 4月13日       |
| #15   | なぜかバトルアニメになりました                   | 杉原研二       | 斎藤久           | 佐々木純人               | 飯飼一幸                                       | 萩尾圭太   | 4月20日       |
| #16   | なぜかサブキャラが輝きはじめました               | あおしまたかし | 斎藤久           | 佐々木純人               | 藤田正幸                                       | 萩尾圭太   | 4月27日       |
| #17   | なぜかニートを続けて欲しいとお願いされました     | あおしまたかし | 西島克彦         | 佐久間瑞希               | 藤田正幸                                       | 森前和也   | 5月4日        |
| #18   | なぜか昔話をはじめました                         | あおしまたかし | 西島克彦         | 佐久間瑞希               | 藤田正幸 熊谷夏美                              | 森前和也   | 5月11日       |
| #19   | なぜか銭湯で戦闘が勃発しました                   | 鴻野貴光       | 陳達理           | 安藤貴史                 | 崔敬錫 朴永熙 園田大勢 鵜池一馬                | 藤田正幸   | 5月18日       |
| #20   | なぜかツンデレくノ一の妹がやってきました         | 山田靖智       | 安藤貴史         | 佐々木純人               | 飯飼一幸                                       | 藤田正幸   | 5月25日       |
| #21   | なぜかこじらせ姉妹が思い出話をしました           | 山田靖智       | ワタナベシンイチ | 佐々木純人               | 荒井久磨                                       | 萩尾圭太   | 6月1日        |
| #22   | なぜかほぼ初対面のJKとご近所付き合いはじめました | あおしまたかし | 西島克彦         | 安藤貴史                 | 閔賢叔 安孝貞 杉本幸子 岩崎亮                  | 萩尾圭太   | 6月8日        |
| #23   | なぜか変態と不幸がひとつになりました             | 鴻野貴光       | ワタナベシンイチ | 岩垂瑞樹                 | 藤田正幸 輿石暁 熊谷夏美                       | 鈴木政彦   | 6月15日       |
| #24   | ニートくノ一たちとなぜか飲み会はじめました       | あおしまたかし | ワタナベシンイチ | 岩垂瑞樹                 | 藤田正幸 熊谷夏美                              | 鈴木政彦   | 6月22日       |
| Ex.02 | なぜか元高等妖魔と仲良くなりました               |                |                  |                          |                                                |            | 6月29日       |

### 放送局
| 放送期間               | 放送時間                     | 放送局       | 対象地域 | 備考                                             |
| ---------------------- | ---------------------------- | ------------ | -------- | ------------------------------------------------ |
| 2025年1月5日 - 6月22日 | 日曜 1:30 - 1:45（土曜深夜） | TOKYO MX     | 東京都   |                                                  |
|                        |                              | BS11         | 日本全域 | BS放送 / 『ANIME+』枠                            |
|                        |                              | サンテレビ   | 兵庫県   |                                                  |
|                        |                              | KBS京都      | 京都府   |                                                  |
| 2025年1月6日 - 6月30日 | 月曜 23:30 - 23:45           | AT-X         | 日本全域 | CS放送 / 字幕放送 / リピート放送あり / OVAも放送 |
| 2025年1月7日 - 6月17日 | 火曜 2:50 - 3:05（月曜深夜） | 北海道テレビ | 北海道   | 『アニメな時間』 枠                              |

| 配信開始日   | 配信時間                           | 配信サイト | 備考           |
| ------------ | ---------------------------------- | --- | -------------- |
| 2025年1月5日 | 日曜 0:00（土曜深夜） 更新         | dアニメストア | 地上波先行配信 |
|              | 日曜 1:30（土曜深夜） 更新         | U-NEXT アニメ放題 |                |
| 2025年1月8日 | 水曜 0:00（火曜深夜） 以降順次更新 | ABEMA Amazon Prime Video AnimeFesta アニメタイムズ バンダイチャンネル DMM TV FOD HAPPY!動画 Hulu J:COM STREAM Lemino milplus ニコニコチャンネル ニコニコ生放送 Pontaパス TELASA ふらっと動画（ネットカフェ） |                |

### BD
| 巻 | 発売日            | 収録話          | 規格品番       | 規格品番       |
| 巻 | 発売日            | 収録話          | 完全数量限定版 | 初回生産限定版 |
| -- | ----------------- | --------------- | -------------- | -------------- |
| 上 | 2025年9月3日予定  | 第1話 - 第12話  | KIXA-90993     | KIXA-90994     |
| 下 | 2025年10月8日予定 | 第13話 - 第24話 | N/A            | KIXA-90995     |

### CD
| 発売日        | タイトル                                                           | 規格品番  |
| ------------- | ------------------------------------------------------------------ | --------- |
| 2025年5月14日 | 「ニートくノ一となぜか同棲はじめました」エンディングテーマソングス | KICM-3384 |

### コラボレーション
CheerDrive
『ニートくノ一となぜかドライブはじめました』のタイトルで、2024年に実施した。関連のデザインの広告用ステッカーをユーザーの車に貼ることで謝礼として報酬を得ることができる。同年に行われた抽選で100人にこのステッカーが付与された。抽選は12月3日から10日の間に行われ、12日に結果が発表された。17日から翌年の1月15日までキャンペーンの対象車が走行した。
G123
『月が導く異世界道中 天下泰平旅日記(ツキミチ旅日記)』にて、2025年02月28日から2025年03月13日までコラボを行った。出浦白津莉、百地彩夢、和泉緋那、夏見叶愛、葉月沙耶の5名のキャラクターが限定キャラクターやサポート役として登場した。また、コラボ限定ガチャも開催した。コラボガチャでは、出浦白津莉、百地彩夢、和泉緋那の3名がキャラクターとして登場した。